# 不列顛紅點鮭
不列顛紅點鮭為輻鰭魚綱鮭形目鮭科的其中一種，為溫帶淡水魚，分布於歐洲蘇格蘭奧克尼群島Hellyal湖流域，體長可達22公分，棲息在底中層水域，以昆蟲、軟體動物等為食。